# Monica Faenzi

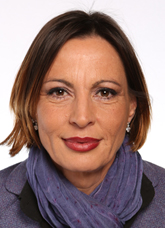
Monica Faenzi

Monica Faenzi (nascida em 21 de maio de 1965) é uma política italiana que atuou como prefeita de Castiglione della Pescaia de 2001 a 2011, e como deputada por duas legislaturas (2008–2013 e 2013–2018).